# Sliwowo (obwód Gabrowo)
Sliwowo (bułg. Сливово) – wieś w środkowej Bułgarii, w obwodzie Gabrowo, w gminie Trjawna. Miejscowość jest niezamieszkana.